# Stazione di Cariati
Stazione di Cariati vasútállomás Olaszországban, Cariati településen.

## Vasútvonalak
Az állomást az alábbi vasútvonalak érintik:
- Jonica-vasútvonal

## Kapcsolódó állomások
A vasútállomáshoz az alábbi állomások vannak a legközelebb:
- Stazione di Mandatoriccio-Campana
- Stazione di Crucoli